# George Marion Jr.
George Marion Jr. (Boston, 30 agosto 1899 – New York, 25 febbraio 1968) è stato uno sceneggiatore statunitense.

## Biografia
Figlio dell'attore e regista teatrale George F. Marion, nacque a Boston il 30 agosto 1899. Intraprese la carriera cinematografica, dedicandosi alla scrittura. Tra il 1920 e il 1940, scrisse oltre un centinaio di sceneggiature.
Morì a New York per un attacco cardiaco il 25 febbraio 1968 all'età di 68 anni.

## Filmografia
- The Girl in the Saddle (1920)
- L'aquila (The Eagle), regia di Clarence Brown (1925)
- Il figlio dello sceicco (The Son of the Sheik), regia di George Fitzmaurice (1926)
- Mammina (Lovey Mary), regia di King Baggot - didascalie (1926)
- Made for Love, regia di Paul Sloane (1926)
- A Little Journey, regia di Robert Z. Leonard - didascalie (1927)
- Preferite il primo amore (Blonde or Brunette), regia di Richard Rosson (1927)
- Una maschietta tutto pepe (Rough House Rosie), regia di Frank R. Strayer - didascalie (1927)
- Viaggio di nozze (Just Married), regia di Frank R. Strayer (1928)
- Sporting Goods, regia di Malcolm St. Clair (1928)
- La rivincita di Fanny (Hot News), regia di Clarence G. Badger - didascalie (1928)
- Oh, Kay!, regia di Mervyn LeRoy (1928)
- Tastatemi il polso (Feel My Pulse), regia di Gregory La Cava (1928)